# Gare de Fenain
La gare de Fenain était une gare ferroviaire française de la ligne de Somain à Halluin située sur la commune de Fenain dans le département du Nord en région Hauts-de-France.
Elle est mise en service en 1874 par la Compagnie des chemins de fer du Nord-Est avant d'être exploitée puis reprise par la Compagnie des chemins de fer du Nord. Elle est définitivement fermée en 1950 par la Société nationale des chemins de fer français (SNCF) lors de l'arrêt de l'exploitation de la section de Somain à Orchies.

## Situation ferroviaire
Établie à 20 mètres d'altitude, la gare de Fenain était située au point kilométrique (PK) 233,4 de la ligne de Somain à Halluin, entre les gares de Somain et de Marchiennes (fermée), s'intercalait la gare de Wandignies-Hamage (garage fermé).

## Histoire

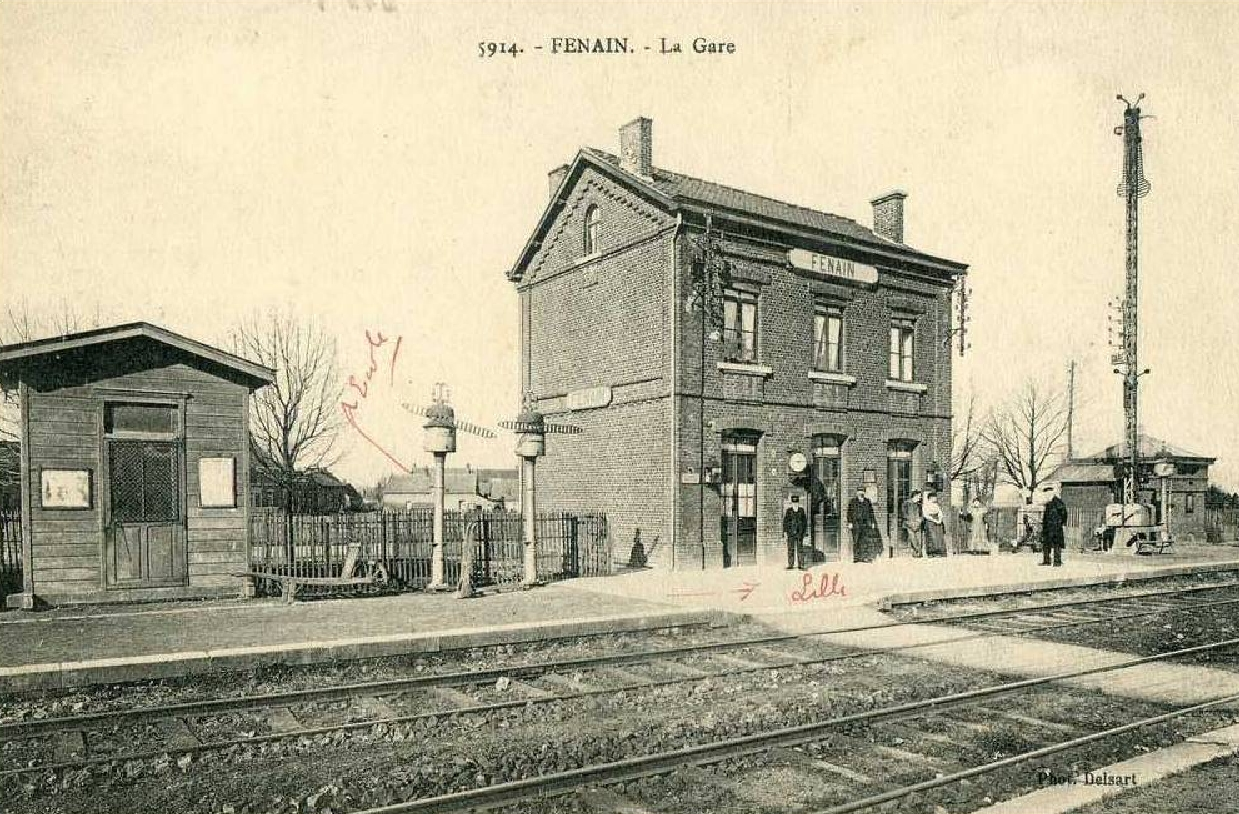
La gare de Fenain vers 1900

La Compagnie des chemins de fer du Nord-Est a présenté le projet détaillé de la station de Fenain, située sur la section de Somain à Orchies de sa concession de Somain à Tourcoing, soumis le 8 juillet à l'approbation du Ministre des travaux publics il est approuvé le 14 octobre 1874 par décision ministérielle.
La gare de Fenain fut ouverte le 24 décembre 1874. Fenain était autrefois reliée à Somain et à Orchies via la Ligne Somain - Orchies, maillon de la ligne Somain - Halluin.
Cette voie facilitait le déplacement des ouvriers vers les manufactures de faïences d'Orchies (Céramique d'Orchies). La gare fut fermée en 1950.